# Castelo de Butenheim

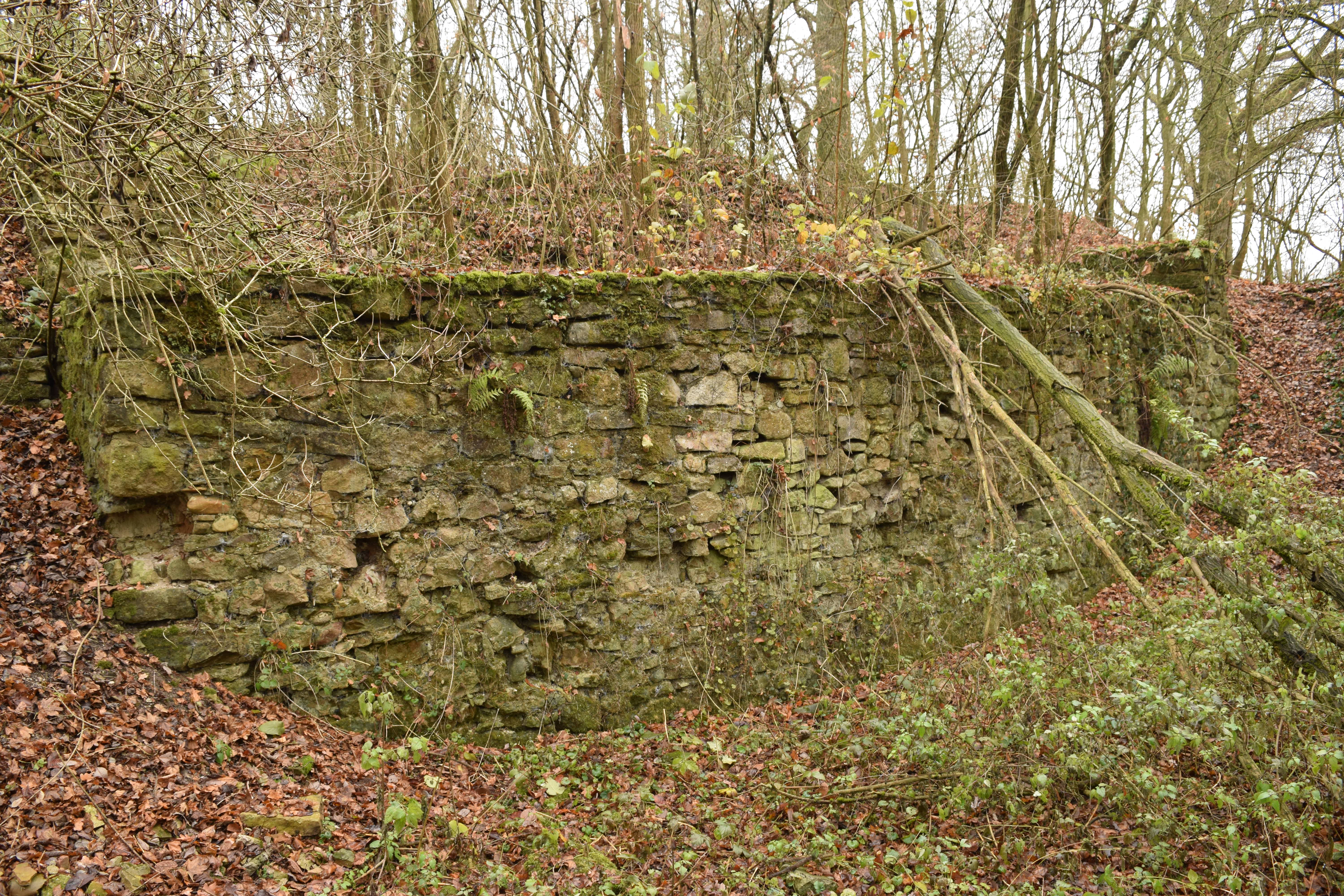
Ruínas do Château de Butenheim

O Château de Butenheim é uma ruína de um castelo do século 13 na comuna de Petit-Landau, no departamento de Haut-Rhin, Alsácia, França. É classificado como um monumento histórico desde 1932.